# Diablo IV
Diablo IV este un viitor joc video de rol de acțiune dezvoltat de Blizzard Entertainment, al patrulea joc principal din seria Diablo, care a fost anunțat la BlizzCon, la 1 noiembrie 2019. La 12 iunie 2022, a fost anunțată o lansare în 2023.

## Gameplay
Formula de bază a gameplay-ului seriei se învârte în jurul obținerii treptate de echipamente mai puternice prin înfrângerea inamicilor din ce în ce mai dificili. Inamicii întâlniți în lupte sunt înfrânți prin diferite abilități de clasă de personaje care pot fi personalizate prin echipamente și arbori de talente. Acest concept este folosit pentru a progresa prin poveste și misiuni. Inamicii sunt împărțiți în familii de monștri care sunt definite de o temă, un stil de luptă și localizarea lor. Fiecare familie conține arhetipuri diferite care dețin roluri diferite, permițând sinergii de abilități de specialitate între membrii familiei. Pentru a le diferenția, au siluete, poziții și arme unice.

## Prezentare
Amplasat, de asemenea, în lumea Sanctuarului, are loc în urma evenimentelor Diablo III: Reaper of Souls. Sectanții au invocat antagonistul principal și fiica lui Mefisto, Lilith. După evenimentele din jocurile anterioare, forțele demonilor și ale îngerilor au fost epuizate, permițând acesteia o oportunitate de a-și stabili puterea în Sanctuar.
Înainte de evenimentele din joc, Lilith și îngerul Inarius au creat tărâmul Sanctuar pentru a oferi refugiu celor care doreau să scape de conflictul etern dintre Cerurile Înalte și Iadurile Arzătoare. Această relație demon-înger a dus la nașterea Nephalemilor, o rasă din face parte protagonistul; nici Înger, nici Demon, dar mai puternic decât amândoi. Cei din Sanctuar credeau că această putere va atrage atenția asupra adăpostului lor și, ca urmare, locuitorii au vorbit despre distrugerea lor. Lilith, nedorind ca fiii săi să fie uciși, i-a distrus pe toți cei care i se opuneau, făcându-l pe Inarius să o alunge în abis.